# تالار گفتگوی پژوهش‌های آلزایمر
تالار گفتگوی پژوهش‌های آلزایمر (انگلیسی: Alzheimer Research Forum) با نام اختصاری Alzforum (آلزفوروم) یک وبگاه است که با خدمت گرفتن فناوری اینترنتی سعی در کمک و شتاب دادن به پژوهش‌های مرتبط با بیماری آلزایمر دارد.
این وبگاه در سال ۱۹۹۶ میلادی به همت «جون کینوشیتا» و با حمایت مالی یک بنیاد انسان‌دوستانهٔ گمنام برپا و در جریان «کنفرانس بین‌المللی بیماری آلزایمر و بیماری‌های مرتبط» در اوساکا ژاپن رونمایی و آغاز به‌کار کرد. این وبگاه گروه بزرگی از متخصصان را در زمینه‌های روزنامه‌نگاری علمی، ویراستاری، گزینش داده‌ها، معماری اطلاعات، مدیریت پروژه و فناوری گرد هم می‌آورد.
این وبگاه یک سازمان غیرانتفاعی و بی‌طرف است و هیچگونه وابستگی و تعلقی به دانشگاه‌ها یا بنیادهای پژوهشی خاصی ندارد. از سال ۱۹۹۷ میلادی، ذخیرهٔ مجموعه داده در این وبگاه مقدور شد و هم‌اینک، چندین پایگاه داده دربارهٔ جهش‌های ژنی، پژوهش‌های ژنی، همه‌گیرشناسی، پادتن‌ها، کارآزمایی‌های بالینی، پروتکل‌ها و نشانگرهای زیستی در آن وجود دارد. موفقیت این وبگاه باعث شده تا برای اختلالات عصبی دیگری همچون بیماری پارکینسون، اسکیزوفرنی، ام‌اس و پژوهش‌های مرتبط با درد، وبگاه‌های مشابهی با همان روش و رویکرد ایجاد شود.